# Phyllodytes acuminatus
Phyllodytes acuminatus é uma espécie de anfíbio da família Hylidae. Endêmica do Brasil, pode ser encontrada nos municípios de Maceió (Mangabeiras), no estado de Alagoas, e Recife e Buíque, no estado de Pernambuco.